# 崩得
立陶宛、波兰和俄罗斯犹太工人总联盟（羅馬化：Algemeyner Yidisher Arbeter-bund in Lite, Poyln un Rusland），简称崩得（意为「同盟」或「聯盟」），是俄罗斯帝国末期的一个世俗犹太人社会主义政党，活跃于1897年—1920年。

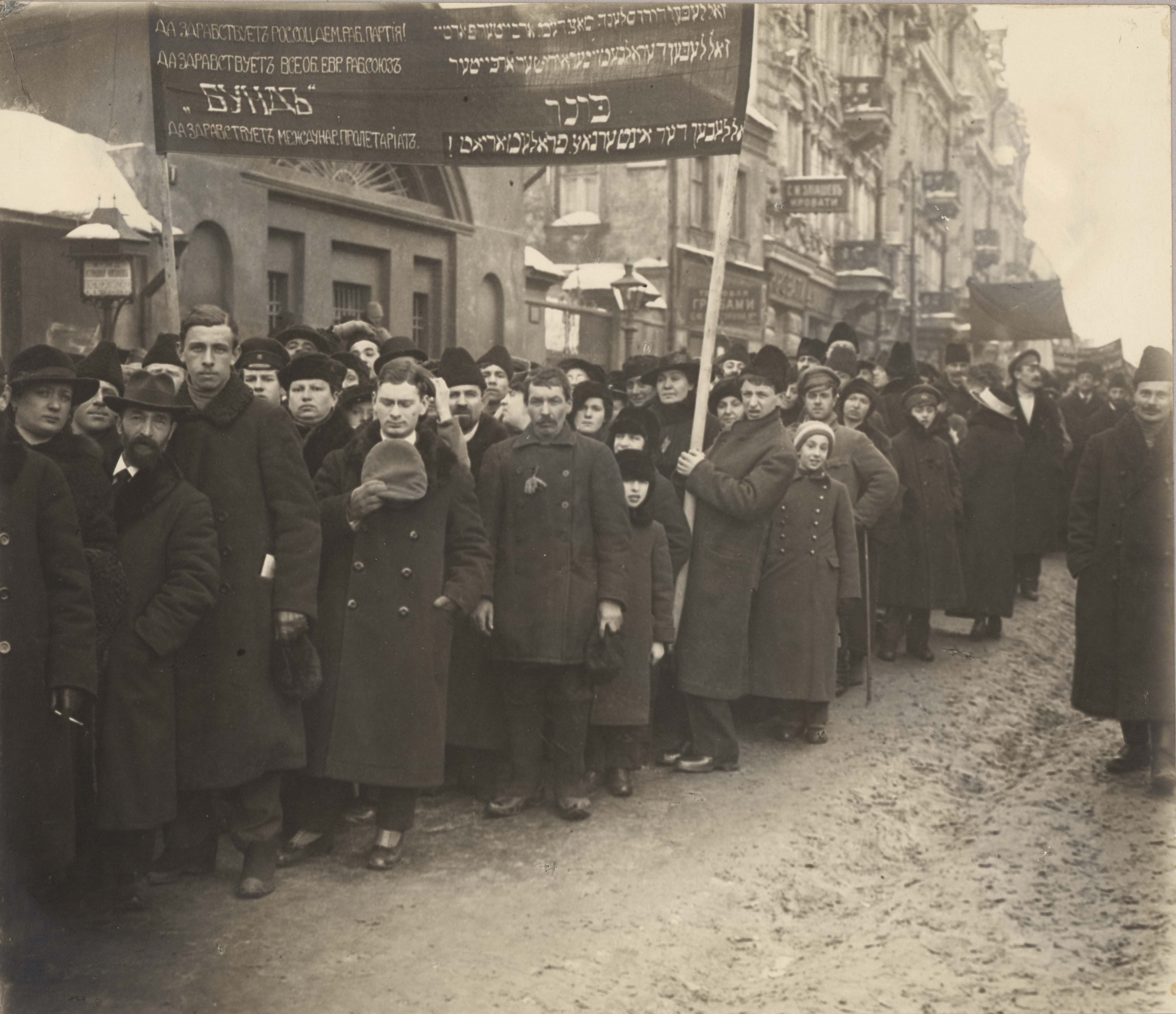
崩得组织的一次工人游行

1897年10月7日，崩得在维尔纽斯成立，最初的全称为“俄罗斯和波兰犹太工人总联盟”，这个名字受到全德工人联合会的启发。崩得追求团结所有俄罗斯帝国境内的犹太裔工人建立统一的社会主义政党，同时与广大俄罗斯社会民主主义运动结为同盟，追求一个民主主义和社会主义的俄罗斯。
在当时所有犹太人政党中，崩得在女性主义问题上表现最为激进，其成员中也有三分之一以上是女性。1901年，党名中加入“立陶宛”的名号。
1903年至1904年，崩得受到帝俄政府的严厉镇压，仅1903年6月至1904年7月期间就有4467名崩得分子被捕下狱。1898年俄国社会民主工党成立以前，崩得作为一个集体成员参加在明斯克举行的俄国社会民主工党第一次代表大会。此后的五年里，崩得被认定为是俄国社会民主工党中犹太工人的唯一代表，虽然许多拥有犹太裔的俄罗斯社会主义者直接加入俄国社会民主工党。
1906年在斯德哥尔摩举行的俄国社会民主工党第四次代表大会上，崩得支持孟什维克派，反对布尔什维克派。因此，在十月革命成功以后，布尔什维克派将崩得定为非法组织，予以取缔。崩得分子紛紛流亡到国外。